# Brudkista

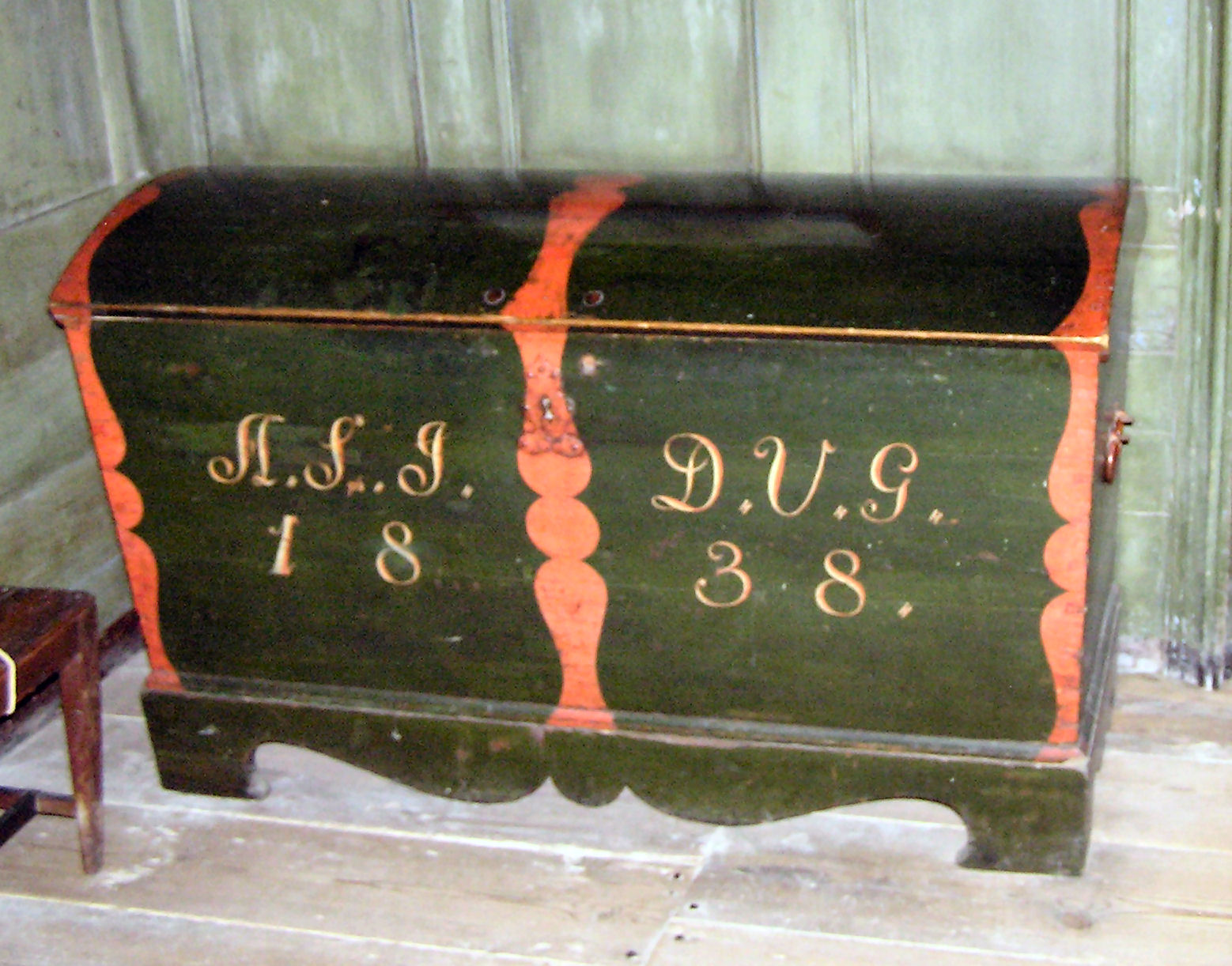
Brudkista på museum i Danmark

En brudkista var ursprungligen en kista i vilken en kvinna förvarade en del av hemgiften, det vill säga föremål de tog med sig från föräldrahemmet när de flyttade ihop med sin make. Det var framför allt husgeråd och linne – sängkläder, bordsdukar, servetter och handdukar – som kvinnan ofta själv vävde och broderade med monogram.
Ibland kunde brudkistan vara en gåva från fästmannen.
I dag används ibland begreppet när föräldrar uppmuntrar sina barn att samla på en servis, finbestick och liknande att ha när de flyttar hemifrån.